# 菲洛梅娜·李
安妮·菲洛梅娜·李（英語：Annie Philomena Lee；1933年3月24日—）是一名愛爾蘭婦人。她的經歷出版於英國記者馬丁·思科史密斯的紀實文學作品《菲洛梅娜·李遺失的孩子》；該書於2013年翻拍為電影《菲洛梅娜》，由茱蒂·丹契飾演菲洛梅娜，並取得奧斯卡最佳女主角獎及奧斯卡最佳影片獎等四項奧斯卡金像獎提名。
菲洛梅娜目前是一名收養權利活動家，她創立了「菲洛梅娜計劃」，以引起社會對收養法規的關注，提倡並尋找改善相關法規的方法。2014年2月，她在梵蒂岡與教宗方濟各會面並討論收養政策相關的議題。

## 生平
安妮·菲洛梅娜·李在1933年於愛爾蘭利默里克郡出生。她的母親於其6歲時因結核病去世；她任職屠夫的父親將菲洛梅娜與她的姊妹凱伊·李及瑪麗·李送到一處修道院學校就讀。菲洛梅娜在完成學業後，則前去與姨媽凱蒂·麥登同住生活。
她在1959年與約翰·E·利伯頓結婚，育有一子一女，分別為凱文·利伯頓和簡·利伯頓，並在這段期間任職護士工作。她其後離婚並於翌年與菲利普·吉布森結為伴侶。

## 懷孕
在菲洛梅娜18歲的時候，她與一名任職郵局、名為「約翰」的男人發生關係並懷孕。她被父親送到收留未婚先孕的母親的肖恩羅斯修道院。菲洛梅娜在生育後直到22歲都留在修道院裏無薪工作，其子安東尼則在3歲時被賣給一個美國天主教家庭收養，但實際上並沒有經過菲洛梅娜的同意。在當時的愛爾蘭，這樣的做法非常常見。菲洛梅娜迫於壓力下簽署了放棄撫養權的收養文件，但參與其中的修女們不願透露安東尼的去向。在離開修道院後，她移居英格蘭並成為一名護士。

## 書籍
在2003年的聖誕節左右，菲洛梅娜向她的家人透露她曾於19歲時誕育一個兒子，但並不知道其去向。數十年間，她均嘗試秘密地尋找她的兒子，但從未成功。菲洛梅娜的女兒簡決定在數周後的一個除夕派對上接觸記者馬丁·思科史密斯，並向馬丁解釋了母親的故事，詢問他是否願意協助他們尋找菲洛梅娜的兒子。
馬丁·思科史密斯同意協助，並與菲洛梅娜花了數年時間進行資料搜集，直到發現其子被美國夫婦多克·赫斯及瑪吉·赫斯收養，改名為邁克爾·赫斯；這對夫婦同時也在修道院收養了一名名為瑪麗的小女孩。兩人最終得悉邁克爾在1995年逝世，並曾多次嘗試尋找其生母。邁克爾的骨灰按照其遺願埋葬在肖恩羅斯修道院，以讓母親能夠找到他的墓碑。相關經歷最終出版為《菲洛梅娜·李遺失的孩子》。

## 電影
由傑夫·波普及史提夫·庫根二人根據馬丁·思科史密斯的書籍改編、斯蒂芬·弗里爾斯執導、茱蒂·丹契飾演菲洛梅娜·李本人的《菲洛梅娜》於2013年11月上映。電影由溫斯坦影業發行，並獲得了4項奧斯卡金像獎的提名，包括最佳影片獎、最佳女主角獎、最佳改編劇本獎及最佳原創音樂獎。

## 外部連結
- 菲洛梅娜·李在互联网电影资料库（IMDb）上的資料（英文）